# Propaganda (dokumentarfilm)
|  | Denne artikel er oprettet af botten Steenthbot ud fra en ekstern database. Den kan derfor have sproglige fejl eller mangler. Denne skabelon kan fjernes efter kontrol af indholdet. |

Propaganda er en dansk dokumentarfilm fra 1995 instrueret af Prami Larsen efter eget manuskript.

## Handling
En compilation af klip fra propagandafilm fra LAMBETH WALK fra 2. Verdenskrig og ind i den Kolde Krig med film som THE CHALLENGE OF IDEAS og DAS GANZE HALT.